# Penicillium roqueforti
Penicillium roqueforti ist eine Art der Schimmelpilze aus der Gattung der Pinselschimmel (Penicillium). Sie ist ein weltweit verbreiteter Saprobiont, der überwiegend in toter, sich zersetzender, organischer Substanz lebt.
Bekannt geworden ist die Art vor allem durch ihre Verwendung bei der Herstellung von Blauschimmelkäse.
Penicillium roqueforti wächst verbreitet auf verdorbenen Nahrungsmitteln und kann Mykotoxine an diese abgeben.

## Sexualität
Pinselschimmel (Penicillium) haben einen pleomorphen Entwicklungszyklus; sie verfügen über eine sexuelle Form (Teleomorphe) und eine asexuelle Form (Anamorphe). Viele Arten, wie auch Penicillium roqueforti, gehören aber zu den sogenannten Fungi imperfecti, das heißt, dass unbekannt ist, ob sie sich ausschließlich asexuell vermehren oder die Phase der sexuellen Vermehrung noch unentdeckt ist. Nur die asexuellen Formen werden als Penicillium bezeichnet, allenfalls bekannte sexuelle Formen erhalten einen anderen Gattungsnamen, der dann in die übliche Systematik der Schlauchpilze (Ascomycota) in die Familie der Trichocomaceae eingeordnet wird.
Von Penicillium roqueforti ist keine sexuelle Form bekannt. Die folgende Beschreibung bezieht sich somit ausschließlich auf die Anamorphe. Bei der nah verwandten Art Penicillium psychrosexualis ist jedoch eine sexuelle Form bekannt, die Kleistothecien bildet.

## Beschreibung
Penicillium roqueforti bilden Pilzrasen, die in sogenannten Kolonien wachsen. Die Oberfläche dieser Kolonien ist in der Regel samtartig. Sie ist flach oder glatt. Der Rand ist breit, weiß und dünn, noch ohne Konidienträger. Er ist spinnwebenartig oder schleierähnlich. Nach innen folgen unregelmäßig ineinander liegende, kreisförmige Abschnitte, in denen bereits Sporulation stattfindet. Die Kolonien sind außen weiß, dann mit bläulichen Kreisen, zur Mitte hin grün werdend mit dunklem Mittelpunkt. Die Kolonien bestehen zunächst aus einem dichten Hyphengeflecht, das Myzel genannt wird. Exsudation findet nicht statt. Der Pilzrasen riecht kaum und wenn dann leicht säuerlich oder muffig.
Bei der Fruktifikation bilden sich pinselartige Konidienträger, die der Vermehrung dienen und an denen Konidiosporen (Konidien) reifen. Die Konidienträger bestehen aus einem verzweigten Konidiophor und Phialiden. Der Begriff Konidiophor wird allerdings uneinheitlich verwendet und gelegentlich synonym zum gesamten Konidienträger verwendet.
Der Konidiophor ist nahezu zylindrisch, wächst senkrecht zum Mycel und ist einfach oder mehrfach, mit langen, anliegenden oder abstehenden Ästen, verzweigt. Er ist mononemat, das heißt von den Hyphenzellen abgetrennt. Er ist für Penicillium-Arten vergleichsweise kurz und wird zwischen 100 und 150 Mikrometer hoch (selten bis 200 Mikrometer) und durchmisst zwischen 4,0 und 6,0 Mikrometer. Die Wand ist mit Verkrustungen und Höckern übersät. An der Spitze entwickelt sich eine Metula mit rauer Oberfläche, die zwischen 12 und 15 Mikrometer hoch ist und 3,5 bis 4,5 Mikrometer durchmisst. Aus ihr entspringen mehrere Phialiden.
Die Phialiden messen 8 bis 12 Mikrometer in der Länge und 3,0 bis 3,5 Mikrometer im Durchmesser. Die Konidien sind fast kugelförmig oder in perfekter Kugelform. Sie sind glattwandig und dunkelgrün. Sie messen 3,5–5,0 Mikrometer (in Extremfällen bis 8,0 Mikrometer) und stehen in langen, verworrenen Ketten.

## Verbreitung
Penicillium roqueforti findet sich im Boden, auf Früchten in der Nahrung und als Sporen in der Luft. Bevorzugt gedeiht die Art aber in feuchter Erde, wo sie als Saprobiont abgestorbene Pflanzenteile zersetzt.
Penicillium roqueforti ist kosmopolitisch verbreitet, das heißt die Art findet sich quasi überall auf der Erde. Sie wurde sogar im subglazialen Eis unterhalb von arktischen Gletschern gefunden. In den Tropen ist die Art allerdings selten.
Penicillium roqueforti gedeiht sehr gerne in verschiedenen Silagen, wie Maissilage und Grassilage. Dort ist er der am häufigsten angetroffene Schimmelpilz überhaupt.

## Nutzung

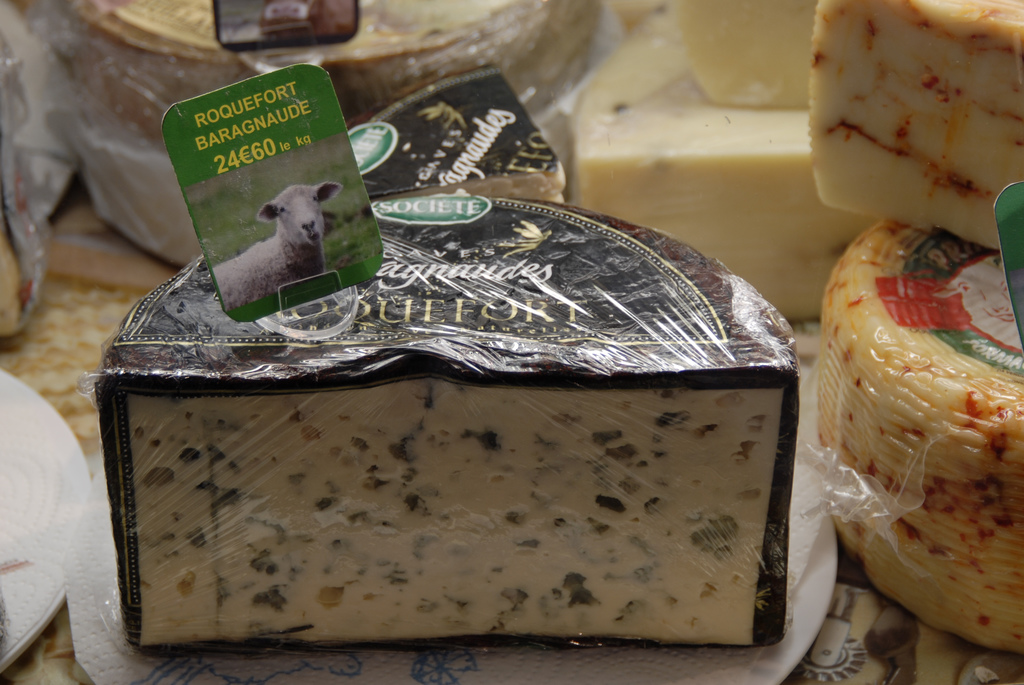
Roquefort-Käse

Penicillium roqueforti wird vor allem bei der Herstellung von Blauschimmelkäse eingesetzt. Beispielsweise werden die Käsesorten Roquefort, Gorgonzola, Bavaria Blu, Bleu d’Auvergne und Blue Stilton mit Hilfe dieser Schimmelpilzart produziert.
Die Art wurde ursprünglich auf Brotlaiben gezüchtet, bis diese gänzlich von dem Schimmel durchzogen waren. Das getrocknete, durchschimmelte Brot wurde vermahlen und in Flüssigkeit aufgelöst. Die stark sporenhaltige Suspension wurde dann in den noch unreifen Käse eingebracht.
Während der Käsereife werden die Laibe einmal (z. B. Bleu d’Auvergne) oder auch mehrfach mit großen Metallnadeln eingestochen, damit Sauerstoff in das Innere gelangt und Penicillium roqueforti gedeihen kann. Dieser Vorgang wird pikieren genannt.
Während des Wachstums im Käse gibt die Art verschiedene Methylketone in den Käse ab, die für das Aroma verantwortlich sind. Seit den 1970er Jahren werden diese Ketone auch künstlich in Bioreaktoren gewonnen und als künstliches Blauschimmelaroma zum Beispiel Snacks oder Dressings zugesetzt.

## Pathogenität

### Infektionen
Infektionen durch Penicillium roqueforti sind extrem selten und bei Menschen mit einem intakten Immunsystem ausgeschlossen. In Einzelfällen soll es aber zu Aspergillose-artigen Infektionen der Lunge gekommen sein.

### Mykotoxine
Penicillium roqueforti wächst häufig auf Lebensmitteln und gibt Sekundärmetabolite an diese ab, dazu gehören auch giftige Mykotoxine. Zu den am häufigsten befallenen Lebensmitteln gehören Nüsse aller Art, vor allem Erdnüsse (Arachis hypogaea). Jedoch können auch Früchte oder andere Lebensmittel von Penicillium roqueforti bewachsen werden.
Zu den abgegebenen Sekundärmetaboliten gehören:
- Roquefortin  A und B
- Roquefortin C (entspricht Isofumigaclavin C)
- PR Toxin (ein Sesquiterpenoid)
- Patulin
- Botryodiploidin
- und Penicillin

Im Käse reagiert zumindest das PR Toxin mit den Aminosäuren in der Milch und wird unschädlich gemacht. Die Roquefortine sind aber in Roquefort-Käse vorhanden. Auch wenn zum Beispiel Roquefortin C neurotoxisch wirken kann, stellt Roquefort doch keine Gefahr dar. Darüber hinaus produziert Penicillium roqueforti Mycophenolsäure, die als Immunsuppressivum wirken kann.

### Allergien
Auch das allergene Potenzial von Penicillium roqueforti scheint deutlich unter dem von anderen Pinselschimmeln zu liegen. Schwerwiegende allergische Reaktionen sind fast ausschließlich bei Arbeitern aus der Roquefort-Herstellung bekannt.

## Systematik
Innerhalb der Gattung wird die Art in die Sektion Asymmetrica Untersektion Velutina eingeordnet. Morphologisch am ähnlichsten sind die Arten um Penicillium casei.
Eine Untersuchung aus dem Jahr 2010, die molekulargenetische Methoden mit einschloss, ergab, dass Penicillium carneum das Schwestertaxon zu Penicillium roqueforti bildet. Die Art Penicillium psychrosexualis, von der auch die Teleomorphe bekannt ist, ist basal zu den beiden Arten.

### Webseiten
- Penicillium roqueforti Final Risk Assessment. United States Environmental Protection Agency (EPA), Februar 1997, abgerufen am 16. August 2011.
- V. Robert, G. Stegehuis, J. Stalpers: Penicillium roqueforti. In: The MycoBank engine and related databases. Abgerufen am 17. August 2011.